# Mario Oppelmayer

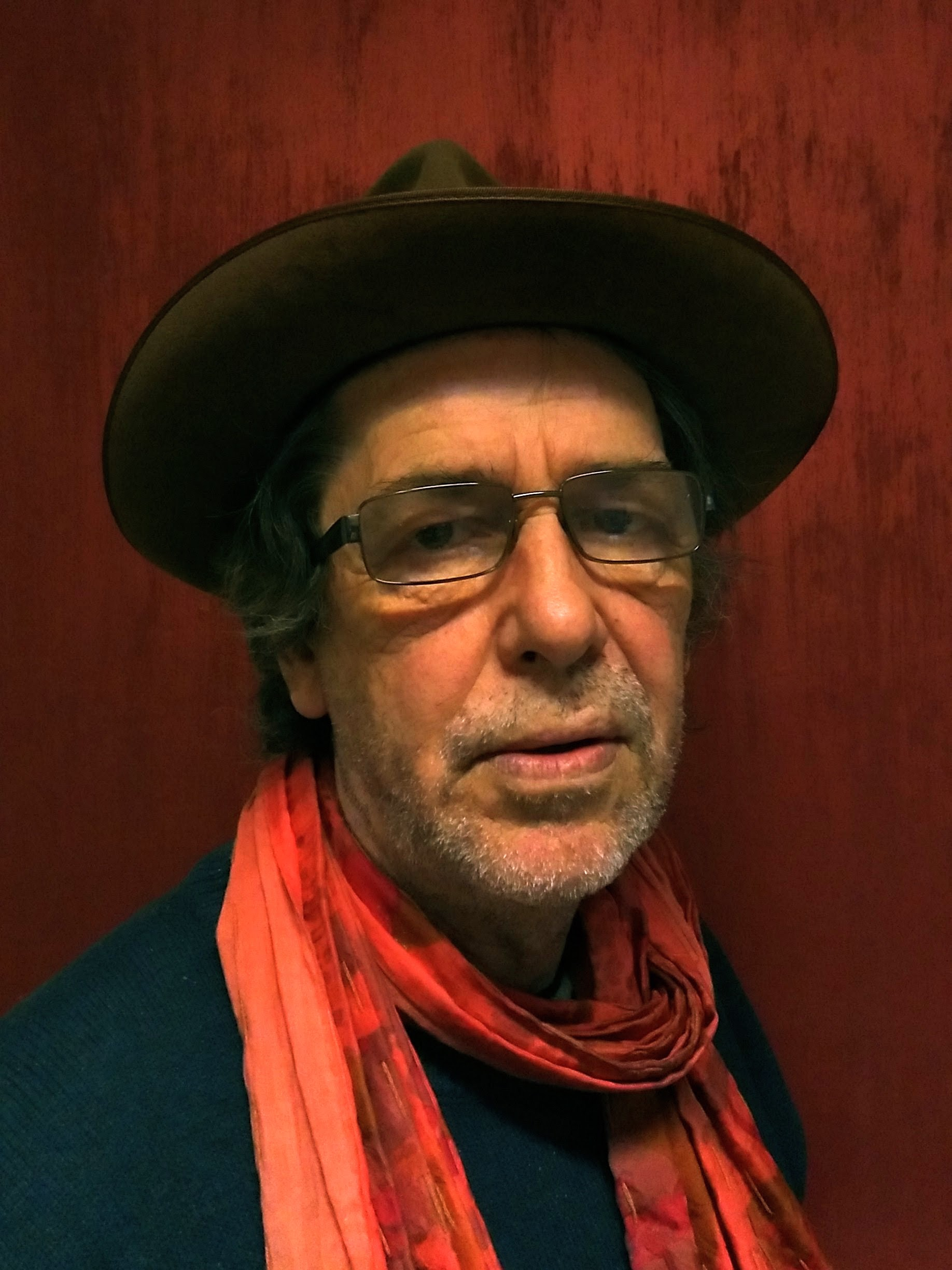
Mario Oppelmayer (2024)

Mario Oppelmayer (*  10. März 1959) ist ein österreichischer Schriftsteller.

## Leben
Oppelmayer verbrachte Kindheit und Jugend in Radenthein und besuchte nach Abbruch einer Betriebselektrikerlehre ein Abendgymnasium, wo er mit 23 Jahren maturierte. Nach unkoordinierten Studien in Wien kehrte er nach einem Jahr nach Klagenfurt zurück und jobbte als Taxifahrer. Seinen Zivildienst leistete er in der Haftentlassenenhilfe ab und erhielt danach eine reguläre Anstellung als Sozialarbeiter. Nach drei Jahren erkrankte er an einer bipolar-affektiven Störung. Nach einem Arbeitsaufenthalt in einem israelischen Kibbuz erhielt er die Berufsunfähigkeitspension. Ein etwa 2-jähriges Studium der Erziehungswissenschaft und der Psychologie brach er krankheitsbedingt ab.
Mit 35 begann er mit dem Schreiben von Lyrik und veröffentlichte verschiedentlich in diversen Literaturzeitschriften. Mit 55 übersiedelte er nach Graz, wo er eine 6-jährige Logotherapie absolvierte, die zur Heilung seiner Alkoholsucht führte und darüber hinaus seine ganze Persönlichkeit auf eine neue, emotional stabile Basis stellte.
Ab 2016 erfolgten Publikationen in der Literaturzeitschrift Manuskripte (etwa alle eineinhalb Jahre) und Lesungen in Klagenfurt und Graz. Vom Bundesministerium für Kunst, Kultur, öffentlichen Dienst und Sport bekam er Arbeitsstipendien.
Er ist Mitglied der Grazer Autorenversammlung (GAV).

## Stoffe und Tendenzen des poetischen Werks
Grundsätzlich legt Oppelmayer seine Dichtung an als allgemeine Reflexion seiner Selbstfindung bzw. Sinnsuche, besonders da sein Selbstverständnis durch eine bipolare affektive Störung tief erschüttert worden war. Er beschreibt einige Formen, die die manische Episode in seinem Leben annehmen konnte, vor allem einen sich entwickelnden Narzissmus, der in detaillierten Größenphantasien Gestalt annahm, aber auch Tendenzen der Verkindlichung aufwies.
Die Erkrankung anzunehmen war der erste Schritt, ihr durch das reflektierende poetische Denken die Spitzen zu nehmen, formte den nächsten entscheidenden Ansatz. Das Schreiben führte Oppelmayer an die Frontabschnitte seiner Auseinandersetzung mit den unterschiedlichen Aspekten seines Selbst, aber auch mit der Gesellschaft, die ihm immer als problematisch erschienen war.
Oppelmayer arbeitet sich am Pol des Individuellen tiefenpsychologisch ab, entwickelte aber auch gesellschaftskritische politische Denkmuster, die zwar zu großen Teilen aus der marxistischen Weltanschauung abgeleitet sind, aber durch Einmischungen psychoanalytischen Denkens aufgelockert, bereichert und wahrnehmbar belebt werden.
Im Verlaufe des dreißigjährigen Schreibprozesses gewann bei Oppelmayer das Psychologische eindeutig an Wichtigkeit und Dichte hinzu, während er die Auseinandersetzung mit der Gesellschaft spürbar zurücknahm. Sein späteres Werk steht im Spannungsfeld dieser Entwicklung.

## Publikationen
- Spur des Begreifens. Edition Art & Science 2018. (online (PDF, 556 KB))
- Revolution der Genüsse. Edition Art & Science. 2023. (online (PDF, 173 KB))
- Genussvoll verwildernd. Gedicht. In: Litera[r]t | Märapr 2022 | Seite 4. (online)

## Werkverzeichnis
ungefähr nach Reihenfolge der Entstehung der Manuskripte
- Im Orient des Ichverlusts (PDF, 160 KB)
- Showtime (PDF, 129 KB)
- Poetische Blitzlichtaufnahmen (PDF, 141 KB)
- Spur des Begreifens (PDF, 556 KB – erschienen 2018 bei Edition Art & Science)
- Revolution der Genüsse (PDF, 173 KB – erschienen 2023 bei Edition Art & Science)
- Von der Imagination der Welt (PDF, 167 KB)
- Im Liebesdurst der Wüsten (PDF, 160 KB)
- Hasard der Ironie (PDF, 161 KB)
- An des reinen Landes goldener Pforte (PDF, 271 KB)
- Der emanzipierte Film (PDF, 87 KB)
- An der Spur (PDF, 104 KB)
- Erhitzte Betreuung (PDF, 89 KB)
- Des Dichters Wahn und Treue (PDF, 87 KB)
- Pistolero der Stille (PDF, 105 KB)
- Dynamik einer extraordinären Seele (PDF, 143 KB)
- Um klar zu werden (Prosa) (PDF, 238 KB)
- Vatermord (PDF, 182 KB)
- Wanted (PDF, 154 KB)
- Im Königlichen Stadium (PDF, 154 KB)
- Poetische Manöver, um das Altern zu entschärfen (PDF, 153 KB)
- Die Rote Eminenz (PDF, 166 KB)
- Die Reise zum Glück (PDF, 155 KB)
- Wahnsinn, Liebe, das Verlangen   Erstes Buch (PDF, 193 KB)
- Wahnsinn, Liebe, das Verlangen   Zweites Buch (PDF, 145 KB)
- Wahnsinn, Liebe, das Verlangen   Drittes Buch (PDF, 167 KB)
- Wahnsinn, Liebe, das Verlangen   Viertes Buch (PDF, 193 KB)
- Finale oder schon wieder eine Krise (PDF, 189 KB)
- Durst und Wüste. Schuld und Wahn (PDF, 551 KB)
- Aufbruch nach dem Reich des Eros (PDF, 234 KB)
- Bekenntnisse eines poetischen Agenten (PDF, 268 KB)